# Don & Susie Newby
Don & Susie Newby ist ein amerikanisches Gesangsduo christlicher Folk-Poprockmusik.

## Geschichte
Das US-amerikanische Ehepaar lernte sich während ihres Studiums am christlichen Toccoa Falls College in Georgia kennen. Nachdem beide ihren Abschluss in Gesang und Kirchenmusik sowie Bibelkunde absolviert hatten, legte Don anschließend an der Georgia State University seinen Masterabschluss in Musiktheorie ab. 1981 zog das Paar nach Deutschland und stieg hier zunächst als Backgroundsänger für Hella Heizmann in die deutsche christliche Musikszene ein. Mit ihr tourten sie bundesweit und spielten ihr sechstes Studioalbum Regenbogenzeit ein, das 1983 erschien. Es folgte die Emanzipation zur eigenständigen Musikgruppe und 1989 das Debütalbum Stepping Through The Changes, erschienen bei Hänssler Music. Aus dem soften Pop seiner ersten Produktion, entwickelte das Duo in den nächsten Jahren in Richtung erdigerer Klangfarben und präsentierte das Nachfolgealbum Found Free, erschienen 1994 im gleichen Label, stilistisch zwischen Südstaaten-Country und Folk-Rock. Es folgten Engagements für Chor- und Weihnachtskonzeptprojekte einflussreicher christlicher Musikproduzenten wie Klaus Heizmann und Gerhard Schnitter. 1998 produzierte er die CD der Promise Keepers Von Mann zu Mann mit den Musikern Ingo Beckmann, Helmut Jost, Lothar Kosse, Bernd-Martin Müller, Hans-Werner Scharnowski, Michael Schlierf. Im Jahr 2000 erschien Diamond, wenngleich stilistisch aktualisiert weiterhin am Country orientiert, unter dem Label Felsenfest.
Don und Susie Newby leben heute in Rottweil im Schwarzwald. Konzerte geben sie in Deutschland, Österreich und der Schweiz. Darüber hinaus arbeitete Don unter anderem als Musikproduzent für die Bewegung Promise Keepers, unterrichtet Musik am BibelStudienKolleg in Ostfildern, leitet Workshops mit Themen wie akustische Gitarre, Musik im Lobpreis, Chorleitung, Vocal Coaching und Arrangieren und betreibt ein digitales Tonstudio.

## Diskografie

### Alben
- Sailing Away (Bibelschule Bergstraße, 1982)
- Stepping Through The Changes. (Hänssler Music, 1989)
- Found Free. (Hänssler Music, 1993)
- Diamond. (Felsenfest, 2001)

### Gast-Mitwirkung
- Hella Heizmann: Regenbogenzeit. (Hänssler Music, 1983)
- Klaus Heizmann präsentiert: Überreich beschenkt. (Resonanz Music-Production, 198?)
- Gerhard Schnitter präsentiert: Der Himmel ist offen. Weihnachtslieder von Peter Strauch. (Hänssler Music, 1997)
- Gerhard Schnitter präsentiert: Festival der Weihnachtslieder. (Hänssler Music, 1998)

### Sampler
- Highlights 4. (Hänssler Music, 1990)
- Highlights 5. (Hänssler Music, 1991)
- Highlights 6. (Hänssler Music, 1992)
- Unsere Lieder, Vol. 2: Gemeindelieder. (Schulte & Gerth, 2001)
- In Gottes Händen. Lieder, Bilder und Gedanken. (Hänssler Music, 2003)
- Feiern und loben, Vol. 2: Weihnachtsfreude. (Hänssler Music, 2003)
- O lasset uns anbeten. Beliebte Aufnahmen zum Weihnachtsfest. (Hänssler Music, 2006)
- Lebensspuren. Peter Strauch – Lieder aus vier Jahrzehnten. (Hänssler Music, 2007)

## Veröffentlichungen
- Die akustische Gitarrenschule: zum Selbststudium und für den Unterricht (Grundlagen; Fingerpicking; Harmonielehre; mit Beispielen aus Feiert Jesus! 1&2; mit Beispiel-CD), Hänssler Verlag, Holzgerlingen 2004, ISBN 978-3-7751-2553-6.